# Bristol 407
Bristol 407 — спортивний автомобіль британської компанії Bristol Cars Ltd. 1961–1963 років, який прийшов на заміну моделі Bristol 406 і був збудований на основі її шасі. Випускалась з кузовом 2-дверне купе.

## Конструкція
У моделі вперше застосували мотор V8 компанії Chrysler замість традиційного рядного 6-циліндрового, який вважали занадто слабким для авто вагою близько 1500 кг. При об'ємі 5130 см³ він розвивав потужність 254 к.с. при 4400 об/хв. Великий запас потужності мотора дозволяв використовувати його у наступних моделях. Для економії коштів мотор закупляли у Канаді, члена Британської співдружності. Мотор об'ємом 4,2 л з 1956 встановлювали на моделі Chrysler Corporation. У ньому збільшили діаметр циліндрів, збільшивши об'єм. Мотор доповнювала 3-ступенева автоматична коробка передач. При тестуванні 1961 Bristol 407 розвинув швидкість 196 км/год, прискорення 0-96 км/год за 9,9 сек. при витраті палива 20,4 л на 100 км.
Кузови з алюмінію на потужній сталевій рамі виготовляла компанія Park Royal Vehicles. Менша висота V-подібного мотора дозволяла дещо понизити висоту моторного відсіку, зробивши його більш обтічним. Хоча в основному кузов моделі 407 нагадував кузов 406 моделі.
Новий обтічний кузов замовив особисто Ентоні Крук міланській компанії Zagato. Кузов розробили і виготовили за 10 тижнів. З ним при меншій вазі Bristol 407 GTZ Zagato розвинув швидкість понад 200 км/год, але легкий кузов дещо змінив розподіл мас. Власник Bristol Тоні Крук негативно віднісся до новації. У жовтні 1961 модель презентували на Earls Court Motorshow на стенді «Загато».

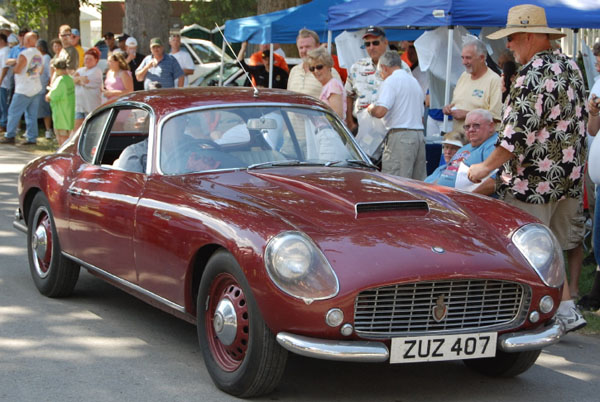
Bristol 407 Zagato

Єдиний 4-місний кузов кабріолет Bristol 407 Viotti розробила фабрика Viotti з Турину на короткому шасі. Його презентували на Туринському Автосалоні (1960) на стенді Viotti і дизайн дещо нагадував пізнішу модель Fiat 1500 Spider.